# Jeyhunabad
Jeyhunabad (curdo جۊناوا Cünawa; farsi جيحون آباد, traslitterato anche con Jeyḩūnābād o Jehūnābād) è un villaggio situato nel Distretto rurale di Dinavar, appartenente alla Circoscrizione di Dinavar,  dello Shahrestān di Sahneh, nella provincia di Kermanshah in Iran. Il villaggio fu significativamente distrutto durante un terremoto avvenuto nel 1982, ma fu ricostruito. Dai dati del censimento del 2006, risultava una popolazione di 1 076 abitanti divisi in 297 famiglie.